# Dermestes marocanus
Dermestes marocanus là một loài bọ cánh cứng trong họ Dermestidae. Loài này được Háva miêu tả khoa học năm 1999.